# Avio Aero
Avio Aero fa parte di GE Aerospace e opera nella progettazione, produzione e manutenzione di componenti e sistemi per l’aeronautica civile e militare. È nata nel 2013 dopo l'acquisto da parte di General Electric delle attività aeronautiche dell'allora Avio.
Con oltre 5.700 dipendenti tra Italia, Polonia e Repubblica Ceca, l’azienda si occupa di tecnologie dedicate alla produzione di trasmissioni, turbine e combustori per motori aeronautici.
Avio Aero ha la sede principale a Rivalta di Torino; gli altri stabilimenti sono a Brindisi, Pomigliano d'Arco (Napoli), Cameri (Novara), Borgaretto (Torino), Sangone (Torino), Bari, Bielsko-Biała (Polonia) e Praga (Rep. Ceca).

## Storia
La storia di questa azienda risulta lunga ed affascinante e risale al 1908 momento della sua fondazione. Iniziò con la produzione del primo motore aeronautico derivato da un motore di auto da corsa. Nasce nel perimetro della FIAT per poi diventare gruppo indipendente "Avio" nel 2003. A dicembre 2012 arriva l’annuncio della firma di un accordo per l’acquisizione da parte di General Electric della divisione aeronautica di Avio Spa. L’acquisto viene concretizzato il 1º agosto 2013 per un costo pari a 3,3 miliardi di euro e determina la scissione tra la divisione spazio di Avio, che continua ad essere proprietà di Cinven e Leonardo, e la divisione aerea dell’azienda che prende il nome di Avio Aero e diventa così business di GE Aviation.

## Produzione corrente

### Motori civili
Avio Aero collabora in diversi programmi aeronautici internazionali con alcuni motoristi mondiali tra cui Pratt & Whitney, Rolls-Royce e Safran. I prodotti di Avio Aero sono presenti sull’80% dei velivoli commerciali e si trovano nei business jet, nel trasporto regionale e nei motori per velivoli a medio e lungo raggio. L’azienda opera nella progettazione, sviluppo e realizzazione di trasmissioni meccaniche e di potenza, turbine di bassa pressione installati ad esempio nei Boeing 777 e 787 Dreamliner e negli Airbus 380 e 320neo.

### Energia elettrica e applicazioni industriali
L’azienda opera in programmi legati alla generazione di potenza per la produzione di energia elettrica, per applicazioni industriali e per la propulsione marina, occupandosi di progettazione, sviluppo e produzione delle trasmissioni meccaniche e di parte delle turbine di bassa pressione.

### Difesa
Avio Aero progetta e costruisce componenti per motori aeronautici ed è motorista di riferimento delle Forze Armate Italiane.

### Services
Avio Aero fornisce servizi di manutenzione, riparazione e revisione -  CRO (Component Repair and Overhaul) e MRO (Maintenance, Repair and Overhaul) - di componenti di motori aeronautici per applicazioni civili e militari e motori aeronautici per applicazioni civili e militari.

### Ricerca e Sviluppo
Avio Aero investe risorse nella ricerca, sviluppo e innovazione di prodotti e processi, anche in collaborazione con istituzioni nazionali quali il Ministero dell’Istruzione, dell’Università e della Ricerca e gli organismi di sviluppo e supporto alla ricerca regionale. Le attività di ricerca si svolgono in particolare in Piemonte, Campania, Lazio e Puglia.
Oggi è impegnata nella progettazione e costruzione di motori aeronautici a basso impatto ambientale – partecipando ai principali progetti di R&D europei - che entreranno in servizio nei prossimi venti anni.